# Жеє
Жеє (словен. Žeje) — поселення в общині Накло, Горенський регіон, Словенія. Висота над рівнем моря: 438,2 м.